# معتزلة جدد
المعتزلة الجدد أو العقلانيون الجدد هو مصطلح ومفهوم يظهر في كتابات ومؤلفات حديثة مثل ما كتبه محمد عبده، وطارق عبد الحليم عن المعتزلة، ورصدهم للمعتزلة الجُدُد. ويظهر المصطلح في كتاب ألفه توماس هيلدبراندت المنشور في دار بريل، ألمانيا بعنوان Neo-mu'tazilismus? Intention Und Kontext Im Modernen Arabischen Umgang Mit Dem rationalistischen Erbe des Islam. وفي الكتاب يقول الكاتب: إنَّ مفهوم المعتزلة الجُدُد أو العقلانيون الجدد لا يدل على تيار فكري مُعين أو معسكر يُمكن تسميته بهذا الاسم، بل هناك معايير للحكم على أحد المفكرين بانتمائه العام لهذا التيار موضوع البحث، ومن هذه المعايير: 
- اهتمام الكاتب بالكتابة عن المعتزلة، أو تأييده لبعض أفكارهم، أو الدعوة إلى إعادة التأمل فيها، أو الحديث عنها إيجابياً، ومن هؤلاء حسب الكاتب «أحمد أمين، محمد عبدالهادي أبو ريدة، علي مصطفى الغرابي، زهدي جار الله، البير نصري نادر، المغربية فاطمة ميرنيسي».
- كتاب يتناولون قضايا مثل حرية الإنسان، وتقديم العقل، وغيرها من المفاهيم المتقاربة مع فكر المعتزلة أوالمتأثرة بها ومن هؤلاء: «الروائي محمد كامل حسين، محمد الطالبي، محجوب بن ميلاد، خلف الله، حسن حنفي، كما يُذكر من بينهم سيد قطب والمودودي» مع الانتباه أن القائمة التي نتجت من تطبيق هذا المعيار على المفكرين العرب قد تحوي أشخاصاً من جميع التيّارات وربما منهم من يعد مناوئاً لمدرسة المعتزلة.
- كُتَّاب يؤمنون بأفكار المعتزلة، لكنَّهم لا يُصرِّحون بذلك لأسبابٍ تكتيكية - حسب تعبير الكاتب - وأوضح مثال لهم حسب توماس هيلدبراندت محمد عبده حيث وصفه بمحاولة إيجاد مفاهيم وسطية بين الأشاعرة والمعتزلة مما أخفى ميله للمعتزلة بشكل صريح. ومن هؤلاء أيضاً جمال الدين الأفغاني
- كتّاب يقرون صراحة بانتمائهم إلى الاعتزال وهم قلة كالسير أحمد خان، وحسن حنفي وسبب قلتهم أن سمعة الجماعة خلال القرون الماضية تجعل الفكرة سلبية عن المدرسة وكما أن كلمة الاعتزال وما تحويه من انغلاق وتفريق جعل الاتصاف بها غير مرغوب فيه لدى كثير من الناس ويفضلون التسمي بالعقلانيين أو التنويرين أو المجددين.

وقد اختلطت الرؤية على بعض الباحثين، وحتى على مؤيدي فكرة الاعتزال، وصعب عليهم التمييز ما بين التوجه العلماني وما بين الاستغراب وما بين تحبيذ الحكم العقلاني في إنشاء قناعات ورؤى جديدة في الحياة. ويعود سبب الخلط في هذا، إلى عدم احاطة الكتاب بفكر المعتزلة وتدرجه التاريخي، والى قلة المعرفة بالطرح العقائدي الإسلامي للمعتزلة، وهو الامر الذي يستدعي تخصصا اوعى واعمق في علوم الشريعة التي اعتمدها شيوخ المعتزلة في مناجزتهم ومقاربتهم لبعض الاسس العقائدية، فالذين قاربوا فكر المعتزلة كانوا في غالبيتهم مؤرخين اعتمدوا الظهور التاريخي للمعتزلة وملابساتها، أو دارسو فلسفة قرأوا المعتزلة وفق ضوابط الفلسفة، في حين ان فكر المعتزلة يجب ان يقرأ كعلوم شرعية كذلك إلى جانب قراءات أخرى تاريخية وفلسفية، ويبرز في هذا من الكتاب الاكاديميون في علوم الشريعة والنص ويُعدمن الذين يؤيدون طروحات المعتزلة ويستوعبونها كحركة اصلاح ديني الدكتور نصر حامد أبو زيد
والاستاذ أسامة غاندي من المعاصرين.الذين يستوعبون فكر المعتزلة، كما ويُعد الدكتور محمد عمارة أكثر وافصح من كتب عن المعتزلة وثورتهم الفكرية، الا انه لا يؤمن بتاتا بمنهجهم، بل واصبح يعتبرهم بعد ان تأثر بالحركات الإسلامية السياسية الاصولية، أصبح يتبني ذات النظرة السلبية لهم التي يتشارك بها مع السلفيين.

## مبررات إحياء فكر المعتزلة
يرى بعض المفكرين أن الفكر الإسلامي يعاني من الجمود وبحاجة للتجديد وتحقيق النهضة الإسلامية، ولذلك ظهرت عدة محاولات للإصلاح والتنوير تقوم على إحياء فكر المعتزلة باعتباره تيار العقل في الفكر الإسلامي في مواجهة التردي الذي تعيشه الأمة الإسلامية. ولكن معظم هذه المحاولات كانت تعاني من التأئر بالفكر الغربي، وبالتالي بدت هذه المحاولات وكأنها تلحق الحضارة الإسلامية بالحضارة الغربية.
لكن هنالك أيضاً محاولات تحاول المحافظة على الوسطية والتجديد على أسس عقلانية ومعرفية معاصرة ترى ضرورة تحرر الدين من السيطرة التاريخية للفقهاء والعلماء الملتزمين بأصول الفقه المتجمدين عندها منذ عصور التخلف والذين راكموا مفاهيم سلبية أصبحت بديلاً عن التفكر والعصرنة وبالتالي جمدوا العقول عند أفهامهم، وينادون بضرورة الخروج بمدرسة فكرية عقلية إسلامية حديثة تحل محل المدرسة التقليدية وتواكب حركة التاريخ والمستجدات المعرفية. لكن دون الانحراف عن النص والتحول إلى التجديد المخرب. ومن هؤلاء أحمد خيري العمري الذي يرى  أن النهضة يجب أن تحارب على جبهتين: جبهة التيار التجديدي أو من يسميهم أدعياء التجديد باعتبار أن دعاواهم التجديدية تفتقد الضوابط الواضحة وهم لا يتعدون كونهم دعاة إلى الحياة الغربية لكنهم يغلفون دعوتهم بنصوص دينية. أما الجبهة الثانية فهي ما يسميه المؤسسة الدينية التقليدية، التي يرى أنها تمثل إرثاً ضخماً يعود لتاريخ ما بعد الخلافة الراشدة وقد اختلط بالموروث الشعبي وغير الديني، وكذلك بالجهات الرسمية والسياسية، وهي تنوب عن الإسلام رسمياً وفكرياً وتحتمي بنصوصه رغم أن كثيراً من أفكارها -حسب العمري- تناقض المفاهيم الإسلامية الأصيلة.

## اعلامها
- عباس محمود العقاد
- عبد الحليم أبو شقة
- حسن العطار
- رفاعة الطهطاوي
- جمال الدين الأفغاني
- محمد عبده
- محمد الطاهر بن عاشور
- محمود شلتوت
- محمد مصطفى المراغي
- عبد الرحمن الكواكبي
- علي عبد الرازق
- أحمد أمين
- محمد عمارة
- فهمي جدعان
- محمد أركون
- حسن السقاف
- أمين نايف ذياب
- عدنان ابراهيم
- مصطفى جواد
- محمد شحرور